# 南北鐵道連結事業
南北鐵道連結事業 (英語：﹑韩语：／ Nambugcheoldo Yeongyeosa-eob) 是指將大韓民國與朝鮮民主主義人民共和國之間因政治因素而停駛的跨國鐵路服務重啟的項目。

## 概述
朝鮮戰爭爆發後，全部跨過三八線的鐵路都被切斷，導致南韓的貨物無法透過鐵路經北韓、西伯利亞鐵路等運往歐洲等地。有見及此，朝韓雙方積極推動兩國的鐵路直通，促進文化、經濟等交流。

## 鐵路連接
在朝鮮半島南北分治後，朝韓雙方依然有嘗試復駛來往兩國邊境地區的鐵路服務。

### 京義線
2007年12月11日，京義線恢復貨運列車行駛。跨境列車於南韓方面的汶山站及北韓方面的板門站均受到民衆熱烈歡迎。根據2007年10月兩韓領袖會議所達成的共識，列車從週一到週五每天往返一次，以運輸工業原料跟產品。2008年11月28日，南韓宣佈跨境貨運列車停駛。
2018年11月30日，南北韓啟動於北韓境內進行的鐵路聯合考察作業，考察京義線開城站到新義州青年站及東海線金剛山到图们江的鐵路，爲未來兩韓鐵路再次直通鋪墊。

## 後續
2024年1月，朝鮮勞動黨總書記金正恩在朝鮮勞動黨第八屆中央委員會全體會議上，將南韓界定為「敵對交戰國」，表示應將鐵路京義線北韓段完全破壞至不可恢復的水準，以隔絕兩韓邊境地區一切聯繫條件，並分階段嚴格實施。這也使得南北鐵路重新連接可能性更加渺茫。
2024年10月9日，朝鮮人民軍總參謀部發佈「永久性切斷與封鎖朝鮮第一敵對國與不變主敵大韓民國連結的公路與鐵路」的報導，報導聲稱北韓的敵對勢力不停攪動朝鮮半島局勢，致使事態逐步升級已然臨近戰爭邊緣。同時南韓總統尹錫悅在國軍日演講當中的「北韓若發動戰爭則面臨政權終結」內容，也被朝鮮人民軍視爲釋放北韓接壤南韓的地帶隨時會兵臨城下的訊號。因此，朝鮮人民軍選擇先手切斷並封鎖北韓與南韓原先連結的所有公路與鐵路達成「維護朝鮮安全與遏制戰爭爆發」的目的，並增加北韓邊境修築防禦工事的力度。基於原先由於南北雙方溝通不暢致使殞命事件的經驗，朝鮮人民軍在行動之前已於2024年10月9日上午9點45分向美軍去電通報情況。
韓聯社研判朝鮮人民軍發佈此報導之後，會緊鑼密鼓開展軍事分界綫北部分地區的施工工作，主要的施工目標是將鐵路東海綫和京義綫完全切斷。東海綫和京義綫原先都是貫穿整個朝鮮半島的鐵路綫，北韓作出如是行爲是爲直觀展現當下南北韓分治的狀況。北韓事實上在金正恩宣佈放棄統一之後，就已經在著手開展切斷原先連結兩韓之間的交通綫路，在公路方面，自2024年開始，1月北韓於公路東海綫和京義綫佈設地雷；4月時北韓已經開始拆除沿路的路燈；到7月時北韓動用人力資源在鋪設路障並埋設地雷建造荒地；在鐵路方面，北韓在2024年6至7月之間已然開展拆除工作，故朝鮮人民軍於2024年10月9日發佈的報導或只是北韓衆多樹敵行動當中的一環。韓聯社亦引述統一院研究院洪珉的觀點，指出北韓此舉旨在從官方層面證實北韓已然開展軍事分界綫的加礙工作，並在逐步落實金正恩主張北韓領土與臨海範圍的方針。